# Playfair (cráter)
Playfair es un cráter de impacto que se encuentra en las accidentadas tierras altas del sur de la cara visible de la Luna. Se halla en el borde oriental del erosionado cráter satélite Playfair G, una formación con casi el doble del diámetro que el cráter principal. Playfair está casi al norte del cráter Apianus, y al suroeste de la pareja de cráteres formada por Abenezra y Azophi.
|  |  |

Este cráter es de forma oval, siendo ligeramente más ancho en el eje este-oeste. El brocal aparece ligeramente erosionado, con pequeños cráteres sobre sus lados sur y oeste. El suelo interior es nivelado y casi sin rasgos característicos, con tan solo un par de cratercillos minúsculos ligeramente al este del punto medio como único rasgo distintivo.

## Cráteres satélite
Por convención estos elementos son identificados en los mapas lunares poniendo la letra en el lado del punto medio del cráter que está más cercano a Playfair.
|          | \| Playfair \| Coordenadas \| Diámetro \| \| -------- \| --------------------------- \| -------- \| \| A \| 22°18′S 6°54′E / -22.3, 6.9 \| 21 km \| \| B \| 23°12′S 7°36′E / -23.2, 7.6 \| 6 km \| \| C \| 24°18′S 8°00′E / -24.3, 8.0 \| 5 km \| \| D \| 24°18′S 8°48′E / -24.3, 8.8 \| 5 km \| \| E \| 21°42′S 8°54′E / -21.7, 8.9 \| 6 km \| \| F \| 21°54′S 8°06′E / -21.9, 8.1 \| 5 km \| \| G \| 24°12′S 6°42′E / -24.2, 6.7 \| 94 km \| \| H \| 23°18′S 8°30′E / -23.3, 8.5 \| 4 km \| \| J \| 24°18′S 9°18′E / -24.3, 9.3 \| 4 km \| \| K \| 23°18′S 9°48′E / -23.3, 9.8 \| 4 km \| |          |
| Playfair | Coordenadas | Diámetro |
| A        | 22°18′S 6°54′E / -22.3, 6.9 | 21 km    |
| B        | 23°12′S 7°36′E / -23.2, 7.6 | 6 km     |
| C        | 24°18′S 8°00′E / -24.3, 8.0 | 5 km     |
| D        | 24°18′S 8°48′E / -24.3, 8.8 | 5 km     |
| E        | 21°42′S 8°54′E / -21.7, 8.9 | 6 km     |
| F        | 21°54′S 8°06′E / -21.9, 8.1 | 5 km     |
| G        | 24°12′S 6°42′E / -24.2, 6.7 | 94 km    |
| H        | 23°18′S 8°30′E / -23.3, 8.5 | 4 km     |
| J        | 24°18′S 9°18′E / -24.3, 9.3 | 4 km     |
| K        | 23°18′S 9°48′E / -23.3, 9.8 | 4 km     |